# Erythrodiplax ines
Erythrodiplax ines is een libellensoort uit de familie van de korenbouten (Libellulidae), onderorde echte libellen (Anisoptera).
De wetenschappelijke naam Erythrodiplax ines is voor het eerst geldig gepubliceerd in 1911 door Ris.